# روندة (ساوجبلاغ)
روندة هي قرية في مقاطعة ساوجبلاغ، إيران. عدد سكان هذه القرية هو 1,050 في سنة 2006.